# Dicranella cylindrica
Dicranella cylindrica là một loài rêu trong họ Dicranaceae. Loài này được Nog. mô tả khoa học đầu tiên năm 1948.